# Казе Малагути (Болоња)
Казе Малагути (итал. Case Malaguti) је насеље у Италији у округу Болоња, региону Емилија-Ромања.
Према процени из 2011. у насељу је живело 49 становника. Насеље се налази на надморској висини од 12 м.